# László Széchy
László Dénes Ákos Széchy (ur. 18 listopada 1891 w Aradzie, zm. 9 grudnia 1963 w Budapeszcie) – węgierski szermierz, srebrny medalista olimpijski.
Na igrzyskach olimpijskich w Paryżu w 1924 roku Węgrzy w składzie: Ödön Tersztyánszky, János Garay, Sándor Pósta, László Berti, József Rády, Zoltán Schenker, Jenő Uhlyárik i László Széchy wywalczyli srebro w szabli drużynowej. W turnieju indywidualnym nie startował. Był to jego jedyny występ olimpijski.
Nie zdobył medalu mistrzostw świata.
Dwukrotnie zdobywał mistrzostwo kraju: w latach 1927 i 1930 zwyciężał w szabli drużynowej. W latach 1933–1935 był wiceprezesem Węgierskiego Związku Szermierki.